# Hebdomochondra
Hebdomochondra là một chi bướm đêm thuộc họ Noctuidae.

## Các loài
- Hebdomochondra syrticola Staudinger, 1879